# Aqqaluaq B. Egede
Aqqaluaq Biilmann Egede (født 1981 i Narsaq) er en grønlandsk politiker fra Inuit Ataqatigiit. Han har siden april 2022 været minister for råstoffer og justitsvæsen, og han var tidligere været finans- og skatteminister (2016-2018) og fiskeri- og fangerminister (2021-2022).

## Familie
Aqqaluaq B. Egede er søn af Johanne Biilmann Egede og hendes mand Bjarne Egede. Han er derved dattersøn af skindkonsulent Martha Biilmann og sønnesøn af fisker og politiker Carl Egede.

## Politisk karriere
Egede var medlem af kommunalbestyrelsen i Narsaq Kommune 2005-2008 og i den sammenlagte Kujalleq Kommune 2009-2013. Han var suppleant til Inatsisartut i 2007 og har været medlem af Inatsisartut siden valget i 2009.
Da Kuupik Kleist gik af som formand for Inuit Ataqatigiit 31. marts 2014 blev Egede fungerende formand for partiet. Egede meddelte sit kandidatur til formandsposten 16. april 2014, men tabte snævert formandsvalget idet fik han 35 stemmer på IA's ekstraordinære landsmøde 31. maj 2014, mens Sara Olsvig vandt med 37 stemmer.
Egede var finans- og skatteminister i Regeringen Kim Kielsen III fra 27. oktober 2016 til 15. maj 2018.
I Regeringen Múte Bourup Egede I var han fiskeri- og fangerminister fra 23. april 2021 til 4. april 2022. Ved dannelsen af Regeringen Múte Bourup Egede I gik fiskeri- og fangstområdet til Siumut, og Egede blev i stedet minister for råstoffer og justitsvæsen fra 5. april 2022.

## Privatliv
Egede er udlært som tømrersvend i 2005. Han har en samlever og tre børn.